# アーベルの総和公式
アーベルの総和公式（アーベルのそうわこうしき、英: Abel's summation formula）は、級数の変形に関する公式の一つである。
部分和分の一種で、級数の大きさの評価に用いられる（この公式による級数の変形を単に部分和分ということもある）。

## 定理
数列 {\displaystyle (a_{n})_{n=0,1,\cdots }} と実数 {\displaystyle x\geq 0} に対し、
その総和を {\displaystyle A(x)=\sum _{0\leq n\leq x}a_{n}} と定める。
また関数 {\displaystyle f(t)} が {\displaystyle 0<t<x} において微分可能とする。このとき
{\displaystyle \sum _{n=0}^{x}a_{n}f(n)=A(x)f(x)-\int _{0}^{x}A(t)f^{\prime }(t)dt}
が成り立つ。
より一般に、{\displaystyle f(t)} が {\displaystyle x<t<y} において微分可能なとき
{\displaystyle \sum _{n=x}^{y}a_{n}f(n)=A(y)f(y)-A(x)f(x)-\int _{x}^{y}A(t)f^{\prime }(t)dt}
が成り立つ。

## 解説
この定理はアーベルの級数変形法の特殊な場合である。
また、リーマン＝スティルチェス積分の部分積分の公式でもあり、リーマン＝スティルチェス積分を使って
{\displaystyle \int _{x}^{y}fdA=A(y)f(y)-A(x)f(x)-\int _{x}^{y}Adf}
とも表される。
証明については Apostol, 第3章および第4章 や Hardy-Wright, 第22章を参照。

## 例
調和級数 {\displaystyle \sum _{1\leq n\leq x}{\frac {1}{n}}} について、{\displaystyle a_{n}=1(n=1,2,\cdots ),f(t)={\frac {1}{t}}} とおくと {\displaystyle A(x)=\lfloor x\rfloor } より
{\displaystyle \sum _{n=1}^{x}{\frac {1}{n}}={\frac {\lfloor x\rfloor }{x}}+\int _{1}^{x}{\frac {\lfloor t\rfloor }{t^{2}}}dt=\log x+1-{\frac {\{x\}}{x}}-\int _{1}^{x}{\frac {\{t\}}{t^{2}}}dt}
が成り立つ。このことから
{\displaystyle \sum _{n=1}^{x}{\frac {1}{n}}=\log x+\gamma +O\left({\frac {1}{x}}\right)}
となる定数 γ が存在することが分かる。この定数 γ はオイラーの定数といわれる。